# Patrick Bateman
Patrick Bateman är en fiktiv huvudfigur, antihjälten och berättaren i Bret Easton Ellis roman American Psycho från 1991 samt filmatiseringen med samma titel från 2000.
Bateman har en privilegierad bakgrund och har studerat vid Harvard. Han är anställd vid firman Pierce & Pierce på Wall Street i New York och bor i en exklusiv lägenhet på Manhattan. Han upprätthåller ett perfekt yttre och döljer sin andra personlighet som seriemördare.